# James Brooker
James Brooker   (Cass City, 12 d'agost de 1902 - Bay City, 25 de setembre de 1973) va ser un atleta estatunidenc, especialista en salt de perxa, que va competir durant la dècada de 1920.
Estudiant de la Universitat de Michigan, el 1924 va prendre part en els Jocs Olímpics de París, on guanyà la medalla de bronze en la prova del salt de perxa del programa d'atletisme.

## Millors marques
- Salt de perxa. 3m 97cm (1925)[1]